# Manny Ayulo
Manuel Leaonedas Ayulo (Burbank, California, 20 de octubre de 1921-Indianápolis, Indiana, 16 de mayo de 1955), más comúnmente llamado Manny Ayulo, fue un piloto de carreras estadounidense. Compitió en la Fórmula 1 con el equipo Kuzma. Disputó seis Grandes Premios (las Indy 500 de 1950 a 1955), de los cuales sólo completó cuatro.
Su mayor logro ocurrió en las 500 Millas de Indianápolis de 1951, cuando llegó a la línea de meta en la 3º posición, aunque compartiendo este logro con Jack McGrath.
Ayulo murió disputando las sesiones de pruebas de las 500 Millas de Indianápolis de 1955. En dicha edición del Gran Premio, más específicamente en la carrera, murió su compatriota Bill Vukovich, del equipo Kurtis Kraft.

## Resultados

### Fórmula 1
| Año  | Equipo        | 1   | 2      | 3       | 4   | 5   | 6   | 7   | 8   | 9   | Pos. | Puntos |
| ---- | ------------- | --- | ------ | ------- | --- | --- | --- | --- | --- | --- | ---- | ------ |
| 1950 | Coast Grain   | GBR | MON    | 500 DNQ | SUI | BEL | FRA | ITA |     |     | -    | 0      |
| 1951 | Jack Hinkle   | SUI | 500 3* | BEL     | FRA | GBR | GER | ITA | ESP |     | 15.º | 2      |
| 1952 | Coast Grain   | SUI | 500 20 | BEL     | FRA | GBR | GER | NED | ITA |     | -    | 0      |
| 1953 | Peter Schmidt | ARG | 500 13 | NED     | BEL | FRA | GBR | GER | SUI | ITA | -    | 0      |
| 1954 | Peter Schmidt | ARG | 500 13 | BEL     | FRA | GBR | GER | SUI | ITA | ESP | -    | 0      |
| 1955 | Peter Schmidt | ARG | MON    | 500 DNQ | BEL | NED | GBR | ITA |     |     | -    | 0      |

- Monoplaza compartido con Jack McGrath.[5][6]